# Carlos Salgado
Carlos Salgado (*21 de mayo de1940  - 11 de octubre de 2007 en Tegucigalpa, Honduras,) fue un periodista y comediante hondureño, que laboró por más de 35 años en diversas radios y programas radiales nacionales, fue creador del programa radial "Las historietas de Frijol el Terrible".

## Biografía
Carlos Manuel Salgado Cruz nació en Honduras en 1945, vivió su infancia en el barrio El Centavo de Comayagüela. En su juventud estudió y practicó teatro, con el Teatro Universitario dirigido por Francisco Salvador (1958) y también con el Teatro Infantil de Merceditas Agurcia. A sus 22 años formó parte del elenco del primer cortometraje y a su vez la primera película hondureña, Mi amigo Ángel, donde desempeñó el papel de Marcos, un lustrador de zapatos abusador.
En la década de 1960 comenzó a trabajar en diversos programas radiales, posteriormente estudió periodismo en la Universidad Nacional Autónoma de Honduras graduándose en la década de 1980. Continuó trabajando como periodista profesional y en programas radiales hasta 2007.

## Educación
Carlos Salgado estudió periodismo en la Universidad Nacional Autónoma de Honduras, carrera de la que se graduó en la década de 1980 y continuó trabajando en su profesión en las décadas siguientes.

## Carrera profesional
Carlos Salgado inició su carrera periodística en la década de 1960 en la Radio Capital. En esta época hacia el papel de "Cundo" en el programa radial “Las Aventuras de Margarito Pérez y Pérez”.
En la década de 1970 comenzó a trabajar en Radio Comayagüela, posteriormente pasó a formar parte del cuadro artístico de Emisoras Unidas, participando en diversos programas radiales, entre ellos; “Calixto el telefonisto”,  “Las historietas de Frijol el Terrible”, “La Escuelita Alegre” y "El Profesor Casal". 

### Las historietas de Frijol el Terrible
Las historietas de Frijol el Terrible fue un programa radial producido por Carlos Salgado, estuvo en el aire desde la década de 1980.

## Asesinato
Carlos Salgado terminaba de grabar el programa radial Las historietas de Frijol el Terrible el jueves 11 de octubre de 2007 alrededor de las 4:30 de la tarde cuando salió hacia su vehículo, estacionado en el Bulevar Morazán de Tegucigalpa, donde fue atacado por cuatro sicarios frente al edificio de la estación radial Radio Cadena Voces, dos de los sicarios le dispararon con armas automáticas hiriéndolo en diez ocasiones, los cuatro sicarios huyeron en una automóvil turismo color gris.
Varios testigos protegidos identificaron a Germán David Almendares Amador, por lo que el 27 de octubre de 2007 fue capturado por suponerle responsable de ser el autor material del asesinato, junto a él fueron capturados sus supuestos compinches Carlos Javier Rodríguez Chavarría, Carlos Roney Zavala Almendares, Marvin Alberto Mendoza Amaya y Laví Josué Almendares, quienes eran investigados por varios asaltos y crímenes y además formarían parte de una banda conocida como Los Almendares.
En el mes de julio de 2009 fue puesto en libertad Germán David Almendares Amador, luego de haberse realizado un juicio oral y público por el delito de Asesinato en perjuidio de Carlos Salgado. En el transcurso del juicio el agente Fiscal representante del Ministerio Público de Honduras, no pudo comprobar la autoría y participación de Almendares Amador contra el periodista Salgado, razón por la cual, los Jueces de Sentencia ordenarón la libertad del presunto acusado.